# Triethylenglykoldimethylether
Triethylenglykoldimethylether, též nazývaný triglym, systematickým názvem 2,5,8,11-tetraoxadodekan, je „vícenásobný“ ether používaný jako rozpouštědlo.

## Další využití, regulace
Mimo rozpouštědla při výrobě fluorovaných polymerů se využívá jako součást hydraulických a brzdových kapalin.
Od roku 2012 je veden na kandidátní listině látek SVHC pro podezření, že může ovlivňovat rozmnožovací cyklus savců, ale mezi regulované látky nebyl dosud (2020) zařazen.